# Площадь Сан-Бабила, 20 часов
«Площадь Сан-Бабила, 20 часов» (оригинальное название: итал. San Babila ore 20: un delitto inutile — Сан-Бабила, 20 часов: бессмысленное преступление) — итальянский фильм 1976 года. Криминально-политическая драма описывает один день из жизни четвёрки молодых неофашистов, завершившийся двойным убийством. Фильм основан на реальных событиях в Милане 25 мая 1975 года. Сыграл заметную (хотя неоднозначную) роль в антифашистской пропаганде и политико-идеологическом противоборстве. Режиссёр — Карло Лидзани.

## Фактологическая база
25 мая 1975 года на площади Сан-Бабила в Милане был убит 26-летний левоориентированный студент Альберто Бразили и тяжело ранена его подруга Лючия Корна. Убийство совершили пятеро молодых неофашистов из группировки, называвшейся «санбабилини».
Традиционным местом сбора миланских ультраправых являлась площадь Сан-Бабила. Появление здесь было опасным для представителей левых сил. Между тем Бразили был одет в куртку eskimo, считавшуюся своего рода «униформой красных». Кроме того, Бразили прилюдно сорвал со стены листовку неофашистской партии Итальянское социальное движение.
Убийство Альберто Бразили легло в основу сюжета кинокартины.

## Сюжет
Милан, 1976 год. Рано утром четверо молодых неофашистских активистов — Фабрицио, Мики, Франко и Альфредо — присутствуют на похоронах крупного деятеля времён режима Муссолини. В разговоре между собой они резко осуждают осторожность и законопослушание «взрослых» ультраправых политиков.
На принадлежащем Мики Citroën Méhari они приезжают к помещению, занимаемому коммунистами, и ломают их мотороллеры. Оторвавшись от погони, четвёрка ненадолго расходится.
Фабрицио идёт в бар на Сан-Бабила, где встречается со знакомым полицейским для делового разговора. Он ведёт сложные игры с полицией по взаимовыгодному обмену информацией, причём не только политической, но и сугубо криминальной. Полицейский относится к информатору с нескрываемой неприязнью (шантажирует тем, что «заложит полицейским-коммунистам») — однако принимает сотрудничество и за содействие покрывает преступления.
Мики агитирует студентов. Зачитывается его сочинение, в котором он называет кладбище «следствием демократической многопартийной системы». Преподаватель и однокурсники возмущены явной апологией смерти.
Франко скандалит со своей истеричной матерью.
Альфредо едет на работу в магазин бытовой техники. Объясняя своё опоздание, обманывает хозяина.
Около полудня парни встречаются снова. Разрисовывают свастикой магазин, принадлежащей еврею. Когда прохожие пытаются стереть свастику, по ним начинают стрелять металлическими шариками из рогаток. Двое получают травмы.
Фабрицио, Мики и Франко вместе едут к Альфредо в магазин. По дороге они сажают к себе в машину наивную и общительную девушку Лаллу. Быстро познакомившись с парнями, она готова ехать с ними, при условии что её угостят: «Мы идём есть мороженое? Обожаю шоколад!» В подсобке магазина Франко — по решению компании — остаётся наедине с Лаллой. Он, однако, настолько шокирован её простодушием и пренебрежением к его мужским достоинствам («Давай скорей покончим с этим и пойдём есть шоколад!»), что едва не избивает девушку. На этом попытка кончается, несмотря на применение резиновой дубинки.
Парни устраивают флешмоб с резиновыми фаллосами и на этот раз попадают в полицию. Ведут они себя по-разному: Мики демонстративно угрожает, Альфредо старается свести дело к невинной шутке. Всех освобождают с предупреждениями. Заметны различия в подходе полицейских: допрашивающий Альфредо относится к неофашистам с резкой неприязнью; допрашивающий Мики намекает, что когда-то неким силам во власти потребуются услуги крайне правых боевиков.
Франко и Альфредо приходят в тир потренироваться в стрельбе. Франко стреляет плохо и при этом отказывается дать Альфредо в долг на покупку патронов. Один из посетителей — его имидж, одежда, манера поведения не оставляют сомнений в принадлежности к фашистской организации — предлагает Альфредо оплатить патроны, если тот гарантирует отличную стрельбу. Альфредо соглашается и выигрывает пари: «Так обязан стрелять каждый фашист!» Пристыженный Франко уходит. Посетитель же предлагает Альфредо заработок за перевозку портфеля. По смыслу речь идёт о секретных мафиозных либо партийно-фашистских материалах. Конкретно не договариваются, но соглашаются на сотрудничество в будущем.
Альфредо едет на работу на угнанном мотоцикле. Снова опоздав, лжёт хозяину о «забастовке на транспорте». Из его кармана случайно выпадает автоматический складной нож. Хозяин требует объяснений. Альфредо признаёт свою принадлежность к правым экстремистам. Хозяин как законопослушный гражданин склоняется к увольнению такого работника. Альфредо угрожает проблемами.
Фабрицио общается с Лаллой в баре на Сан-Бабила. Он агитирует её за нацистский «новый порядок», но не встречает понимания — девушка не любит жестокости, привыкла к вольному стилю жизни, к тому же ей не понравился Франко. Фабрицио нападает на неё: «Ты не смеешь так о нём говорить! Франко один из нас! Мы можем, а ты нет!» Но на Лаллу всё это не производит особого впечатления.
Ближе к вечеру четвёрка вновь встречается в баре на Сан-Бабила. Мимо проходит коммунистическая демонстрация. Один из участников отстаёт. На него тут же набрасываются («Весь Милан ваш, а на Сан-Бабила не суйтесь!») и начинают избивать металлическими цепями. Демонстранту с трудом удаётся вырваться. Полиция появляется только после избиения. Неофашисты выстраиваются в шеренгу и маршируют, сканидируя: «Айн, цвай, хайль, хайль!»
Четвёрка решает взорвать один из коммунистических офисов. Задание поручается Франко, которого пора испытать: «Все мы побывали за решёткой, пора и тебе рискнуть!» Но Франко — самый слабый из группы. Пробравшись в помещение, заняв удобную позицию, он не решается привести в действие взрывное устройство. Соратникам же сообщает о техническом сбое.
Фабрицио снова приезжает в бар на Сан-Бабила. У него конфиденциальная деловая встреча с журналистом-расследователем левых взглядов (вероятно, членом ИКП). С ним, как и с полицейским, Фабрицио обменивается информацией, но на платной основе. Расследователь сообщает, что взрывное устройство сознательно не было приведено в действие: «Ваш испугался». Фабрицио разъярён, хотя держит себя в руках. Возникает краткий диалог: «Рано или поздно народ разорвёт вас в клочья. — Если ты ночью появишься на Сан-Бабила, в клочья разорвут тебя».
Вскоре в бар приходит Франко. Фабрицио обвиняет его в трусости и шантажирует: либо завтра Франко платит сто тысяч лир, либо о его трусости станет известно всем. Таких денег в такой срок у Франко нет (с матерью он в ссоре). Он предлагает доказать свою преданность делом.
Фабрицио выбирает жертв — пару молодых влюблённых. Парень срывает со стены плакат со свастикой, а девушку Фабрицио «где-то видел». Он требует от Франко напасть на «красных» и этим загладить вину. Франко соглашается, хотя сильно боится.
Подтягиваются Мики и Альфредо, оба подключаются к охоте. Первоначальное намерение лишь избить превращается в план целенаправленного убийства. Влюблённые догадываются о преследовании и пытаются скрыться. Однако на стоянке им не уступают такси, полиция проезжает мимо, прохожие и посетители кафе безразличны. В безлюдном месте все четверо нападают на двоих. В ход пущены ножи. Парень убит, девушка тяжело ранена.
Франко возвращается домой и впадает в слезливую истерику. Мики, Фабрицио и Альфредо идут отдыхать в зал игровых автоматов. По дороге Фабрицио замечает плакат «Стань коммунистом!» с изображением той девушки: «Вот где я её видел…» Встретив Лаллу, Фабрицио просит её спрятать окровавленный нож. Но Лалла, при всей её наивности, не хочет становиться пособницей убийц. Она обращается в полицию.
Последние кадры: Лалла в полицейской машине, полиция окружает зал, блокирует выходы и приступает к аресту.

## Персонажи
Фабрицио (Пьетро Брамбилла) — выходец из верхних слоёв среднего класса. Убеждённый нацист с ницшеанскими амбициями. Грезит «обществом замка», господством элиты, тотальной иерархией, жёсткой регламентацией жизни. Явно претендует на лидерство. По ряду признаков, связан с уголовным миром.
Мики (Джулиано Чезарио) — пасынок крупного биржевика (отношения с отчимом сложные, тот доходит до угроз Мики из-за сатанистских манер, с матерью тоже чужд). Ближе к традиционной идеологии итальянского фашизма. Ведёт себя жёстко и вызывающе. Активен, ищет конфликтов. Отличается мизантропичным мировоззрением, но уверен в скором политическом успехе.
Франко (Даниэль Асти) — сын богатой женщины. Труслив, слабохарактерен, истеричен. Срывается в решающие моменты. Слабость пытается скрыть за напускной бравадой. Чрезвычайно боится разоблачения своей трусости, поэтому легко поддаётся шантажу.
Альфредо (Пьетро Джаннусо) — единственный из четвёрки представитель социальных низов. В развитый Милан приехал с бедного Юга Италии. В отличие от соратников, самостоятельно зарабатывает себе на жизнь. Имел серьёзные проблемы с полицией: осуждён за изнасилование (вынужден был жениться), многократно привлекался за драки, политическое хулиганство, сопротивление полиции. Подходит ко всему более основательно, серьёзно и осторожно. Предлагал отказаться от погони, когда жертвы временно потерялись из виду. Показательно, что именно с ним ведут серьёзные дела «взрослые» соратники, включая депутата от неофашистской партии.
Лалла (Бригитта Скай) — сотрудница рекламного агентства. Наивна, уступчива, легкомысленно относится к жизни. Легко сходится с людьми, в каждом предполагает добрые намерения. Быстро прощает оскорбления и даже физическое насилие. Не выдвигает претензий, не всматривается в характеры, не интересуется политикой. Однако имеет некоторые морально-эстетические границы — в разговоре с Фабрицио: «Не будет ли твой замок слишком жестоким?», в разговоре с Франко: «Чокнутые вы на своей Сан-Бабила». Эпизод, когда Фабрицио передаёт ей нож, меняет Лаллу. Она готова близко приятельствовать с «чокнутыми» парнями, но отказывается покрывать кровавое преступление. В последних кадрах у неё даже изменилось выражение лица — стало более задумчивым, с налётом трагизма.

## Политико-пропагандистское значение
Создатели фильма старались максимально приблизить его к реальной жизни. Этому способствовала крайняя политическая напряжённость Свинцовых семидесятых: только в Милане и только весной 1975 года, кроме Альберто Бразили, погибли ещё три политических активиста — один неофашист и двое ультралевых. Нападения и драки происходили с ещё большей регулярностью.

Кто родился или вырос в Милане в 70-х помнят, что такое sanbabilini. Мне тогда было меньше 10 лет, я не могу вспомнить полную историю, но слава неофашистов (точнее, неонацистов) из бара Sundown на площади Сан-Бабила достигала и нас. При каждой поездке в те места я видел ужас в глазах моих родителей. Это не шутка. Большая драка постоянно была в повестке дня. Сан-Бабила считалась местом, где не следовало ходить.

Некоторые эпизоды фильма — например, левая демонстрация, столкновение, последовавший неофашистский марш — снимались с натуры скрытой камерой. Главные роли — за исключением Лаллы, которую сыграла известная германо-итальянская актриса Бригитта Скай — исполнялись не профессиональными актёрами, а отобранными по признаку неореалистической «типичности» молодыми людьми.
Фильм сыграл заметную политическую роль в плане антифашистской пропаганды. Образы главных персонажей — намеренно лишённые какого бы то ни было позитива, поданные как средоточия зла (в этом смысле сравнимые с Аттилой Маланкини из «XX века» Бернардо Бертолуччи) — производили крайне отталкивающее впечатление. Это отторжение распространялось на идеологию и структуры неофашизма.
Два года спустя группа неофашистской молодёжи создала организацию Революционные вооружённые ячейки, действия которой вызывали ассоциации с «санбабилини» — в частности, спонтанностью и жестокостью насилия.

## Показы в СССР
Фильм был положительно встречен критикой, удостоился ряда наград. Важную роль в его продвижении сыграло номинирование на X Московском международном кинофестивале 1977 года.
В начале 1980-х фильм с успехом демонстрировался в СССР. При этом следует отметить, что эффект был неоднозначен: неофашистская и неонацистская эстетика стала популярной в асоциальных стратах молодёжи.

Эффект вышел космический: брат по ретромании Алексей Васильев напрямую связывает всплеск русского неофашизма ранних 1980-х именно с этой картиной. Марш в черной коже смотрелся круто и борзо, убийство ученых комсомольцев у промзон протестов не вызвало.

Это стало немаловажным фактором молодёжной и подростковой субкультуры в период, предшествовавший началу Перестройки.

Фильм вышел — и понеслось. Молодежь страны Советов стала потихоньку облачаться в кожу. Во всех городках появились свои Сан-Бабилы. Сегодня спросите любого русского неофашиста за 40: все они скажут, что загорелись нацизмом после «Сан-Бабилы»… Про ребят, у которых «культивировались честность, прямота и дружба, и очень жестко они вместе держались, а имидж был подходящий — кожаные куртки, бритые виски…»